# Élections législatives de 1978 dans les Hauts-de-Seine
Les élections législatives françaises de 1978 se déroulent les 12 et 19 mars 1978. Dans le département des Hauts-de-Seine, treize députés sont à élire dans le cadre de treize circonscriptions.

## Élus
| Circonscription                                 | Député sortant                                   | Parti | Parti     | Député élu ou réélu        | Parti | Parti      |
| ----------------------------------------------- | ------------------------------------------------ | ----- | --------- | -------------------------- | ----- | ---------- |
| 1re                                             | Waldeck L'Huillier*                              |       | PCF       | Jacques Brunhes            |       | PCF        |
| 2e                                              | Yves Cornic suppléant d'Albin Chalandon*         |       | RPR       | Georges Tranchant          |       | RPR        |
| 3e                                              | Dominique Frelaut                                |       | PCF       | Dominique Frelaut          |       | PCF        |
| 4e                                              | Parfait Jans                                     |       | PCF       | Parfait Jans               |       | PCF        |
| 5e                                              | Charles Deprez                                   |       | RI        | Charles Deprez             |       | UDF (PR)   |
| 6e                                              | Florence d'Harcourt suppléant d'Achille Peretti* |       | RPR       | Florence d'Harcourt        |       | DVD        |
| 7e                                              | Raymond Barbet                                   |       | PCF       | Jacqueline Fraysse-Cazalis |       | PCF        |
| 8e                                              | Jacques Baumel                                   |       | RPR       | Jacques Baumel             |       | RPR        |
| 9e                                              | Claude Labbé                                     |       | RPR       | Claude Labbé               |       | RPR        |
| 10e                                             | Paul Graziani suppléant de Georges Gorse         |       | RPR       | Georges Gorse              |       | RPR        |
| 11e                                             | Guy Ducoloné                                     |       | PCF       | Guy Ducoloné               |       | PCF        |
| 12e                                             | Paul Vauclair* suppléant de Pierre Mazeaud       |       | RPR       | Jean Fonteneau             |       | UDF (CDS)  |
| 13e                                             | Henri Ginoux                                     |       | CNIP (MR) | Henri Ginoux               |       | CNIP (UDF) |
| * député sortant ne se représentant pas en 1978 |                                                  |       |           |                            |       |            |

## Résultats

### Résultats à l'échelle du département
| Parti                 | Parti                                     | Premier tour | Premier tour | Second tour | Second tour | Sièges |
| Parti                 | Parti                                     | Voix         | %            | Voix        | %           | Sièges |
| --------------------- | ----------------------------------------- | ------------ | ------------ | ----------- | ----------- | ------ |
|                       | Rassemblement pour la République          | 178 362      | 25,68        | 206 847     | 30,71       | 4      |
|                       | Union pour la démocratie française        | 120 254      | 17,31        | 133 866     | 19,88       | 3      |
|                       | Divers droite                             | 22 232       | 3,20         | 24 790      | 3,68        | 1      |
|                       | Majorité présidentielle                   | 320 848      | 46,19        | 365 503     | 54,27       | 8      |
|                       |                                           |              |              |             |             |        |
|                       | Parti communiste français                 | 170 918      | 24,61        | 206 463     | 30,65       | 5      |
|                       | Parti socialiste                          | 127 738      | 18,39        | 101 573     | 15,08       | 0      |
|                       | Mouvement des radicaux de gauche          | 2 588        | 0,37         |             |             | 0      |
|                       | Union de la gauche                        | 301 244      | 43,37        | 308 036     | 45,73       | 5      |
|                       |                                           |              |              |             |             |        |
|                       | Divers écologiste                         | 30 806       | 4,43         |             |             | 0      |
|                       | Extrême gauche                            | 22 427       | 3,23         | 0           |             |        |
|                       | Extrême droite (dont FN)                  | 8 278        | 1,19         | 0           |             |        |
|                       | Gaullistes d'opposition (MDD, FRP et UGP) | 8 046        | 1,16         | 0           |             |        |
|                       | Divers gauche                             | 2 998        | 0,43         | 0           |             |        |
|                       |                                           |              |              |             |             |        |
| Inscrits              | Inscrits                                  | 872 974      | 100,00       | 872 833     | 100,00      | 13     |
| Abstentions           | Abstentions                               | 168 250      | 19,27        | 172 471     | 19,76       |        |
| Votants               | Votants                                   | 704 724      | 80,73        | 700 362     | 80,24       |        |
| Blancs et nuls        | Blancs et nuls                            | 10 077       | 1,43         | 26 823      | 3,83        |        |
| Exprimés              | Exprimés                                  | 694 647      | 98,57        | 673 539     | 96,17       |        |
| Source : Data.gouv.fr |                                           |              |              |             |             |        |

### Résultats par circonscription

#### Première circonscription (Gennevilliers)
| Candidat         | Candidat             | Parti          | Premier tour | Premier tour | Second tour | Second tour |  |
| Candidat         | Candidat             | Parti          | Voix         | %            | Voix        | %           |  |
| ---------------- | -------------------- | -------------- | ------------ | ------------ | ----------- | ----------- |  |
|                  | Jacques Brunhes élu  | PCF            | 13 529       | 49,22        | 17 719      | 67,58       |  |
|                  | Christian Cléro      | RPR            | 5 454        | 19,84        | 8 502       | 32,42       |  |
|                  | Yves Lasfargue       | PS             | 4 741        | 17,25        | Retrait     | Retrait     |  |
|                  | Jean-Jacques Lecomte | CNIP           | 1 960        | 7,13         |             |             |  |
|                  | Roland Fiquet        | PSU (FA)       | 715          | 2,6          |             |             |  |
|                  | Pierre Chaze         | LO             | 457          | 1,66         |             |             |  |
|                  | Jean-Claude Dautigny | FRP            | 286          | 1,04         |             |             |  |
|                  | Alain Martinez       | LCR            | 224          | 0,81         |             |             |  |
|                  | Jean-Louis Raboutet  | UOPDP          | 120          | 0,44         |             |             |  |
|                  |                      |                |              |              |             |             |  |
| Inscrits         | Inscrits             | Inscrits       | 35 411       | 100,00       | 35 411      | 100,00      |  |
| Abstentions      | Abstentions          | Abstentions    | 7 339        | 20,73        | 8 437       | 23,83       |  |
| Votants          | Votants              | Votants        | 28 072       | 79,27        | 26 974      | 76,17       |  |
| Blancs et nuls   | Blancs et nuls       | Blancs et nuls | 586          | 2,09         | 753         | 2,79        |  |
| Exprimés         | Exprimés             | Exprimés       | 27 486       | 97,91        | 26 221      | 97,21       |  |
| Source : CEVIPOF |                      |                |              |              |             |             |  |

#### Deuxième circonscription (Asnières-sur-Seine)
| Candidat       | Candidat              | Parti          | Premier tour | Premier tour | Second tour | Second tour |  |
| Candidat       | Candidat              | Parti          | Voix         | %            | Voix        | %           |  |
| -------------- | --------------------- | -------------- | ------------ | ------------ | ----------- | ----------- |  |
|                | Georges Tranchant élu | RPR            | 11 082       | 30,19        | 20 287      | 54,93       |  |
|                | Miléna Nokovitch      | UDF (PR)       | 7 864        | 21,42        | Retrait     | Retrait     |  |
|                | Camille Sandrin       | PS             | 7 647        | 20,83        | 16 643      | 45,07       |  |
|                | Claude Denis          | PCF            | 7 142        | 19,45        | Retrait     | Retrait     |  |
|                | Jean-Claude Chamblain | PSU (FA)       | 1 453        | 3,96         |             |             |  |
|                | Roland Cléry          | MDD            | 886          | 2,41         |             |             |  |
|                | Désiré Nogrette       | LO             | 637          | 1,74         |             |             |  |
|                | Paul Labit            | Divers         | 2            | 0,01         |             |             |  |
|                |                       |                |              |              |             |             |  |
| Inscrits       | Inscrits              | Inscrits       | 47 176       | 100,00       | 47 142      | 100,00      |  |
| Abstentions    | Abstentions           | Abstentions    | 9 742        | 20,65        | 9 335       | 19,8        |  |
| Votants        | Votants               | Votants        | 37 434       | 79,35        | 37 807      | 80,2        |  |
| Blancs et nuls | Blancs et nuls        | Blancs et nuls | 721          | 1,93         | 877         | 2,32        |  |
| Exprimés       | Exprimés              | Exprimés       | 36 713       | 98,07        | 36 930      | 97,68       |  |

#### Troisième circonscription (Colombes)
| Candidat         | Candidat                        | Parti              | Premier tour | Premier tour | Second tour | Second tour |  |
| Candidat         | Candidat                        | Parti              | Voix         | %            | Voix        | %           |  |
| ---------------- | ------------------------------- | ------------------ | ------------ | ------------ | ----------- | ----------- |  |
|                  | Dominique Frelaut sortant réélu | PCF                | 18 603       | 34,24        | 27 118      | 50,23       |  |
|                  | Alain Aubert                    | RPR                | 14 681       | 27,02        | 26 867      | 49,77       |  |
|                  | Jean-Claude Emorine             | PS                 | 7 980        | 14,69        |             |             |  |
|                  | Antoinette Batifoulier          | UDF                | 7 695        | 14,16        |             |             |  |
|                  | Jacques Brunstein               | PSU (FA)           | 1 464        | 2,69         |             |             |  |
|                  | Daniel Macher                   | MDD                | 1 050        | 1,93         |             |             |  |
|                  | Marie-Catherine Dutilloy        | Divers             | 882          | 1,62         |             |             |  |
|                  | Anne-Marie Schwartz             | LO                 | 553          | 1,02         |             |             |  |
|                  | François Gosselin               | FN                 | 532          | 0,98         |             |             |  |
|                  | Martial Gloumeau                | Divers droite (DC) | 392          | 0,72         |             |             |  |
|                  | Martine Aloisio                 | LCR                | 320          | 0,59         |             |             |  |
|                  | Jean-Marc Daudans               | FRP                | 178          | 0,33         |             |             |  |
|                  | A. Cousin                       | Extrême droite     | 1            | 0            |             |             |  |
|                  |                                 |                    |              |              |             |             |  |
| Inscrits         | Inscrits                        | Inscrits           | 66 057       | 100,00       | 66 057      | 100,00      |  |
| Abstentions      | Abstentions                     | Abstentions        | 10 930       | 16,55        | 10 223      | 15,48       |  |
| Votants          | Votants                         | Votants            | 55 127       | 83,45        | 55 834      | 84,52       |  |
| Blancs et nuls   | Blancs et nuls                  | Blancs et nuls     | 796          | 1,44         | 1 849       | 3,31        |  |
| Exprimés         | Exprimés                        | Exprimés           | 54 331       | 98,56        | 53 985      | 96,69       |  |
| Source : CEVIPOF |                                 |                    |              |              |             |             |  |

#### Quatrième circonscription (Levallois-Perret)
| Candidat         | Candidat                   | Parti          | Premier tour | Premier tour | Second tour | Second tour |  |
| Candidat         | Candidat                   | Parti          | Voix         | %            | Voix        | %           |  |
| ---------------- | -------------------------- | -------------- | ------------ | ------------ | ----------- | ----------- |  |
|                  | Parfait Jans sortant réélu | PCF            | 15 394       | 34,34        | 22 413      | 50,45       |  |
|                  | Jean-Paul Benoit           | UDF (Rad)      | 10 495       | 23,41        | 22 017      | 49,55       |  |
|                  | Henri Le Gall              | PS             | 7 955        | 17,75        | Retrait     | Retrait     |  |
|                  | Claude Auzanneau           | RPR            | 7 185        | 16,03        | Retrait     | Retrait     |  |
|                  | Jean-Marie Demaldent       | PSU (FA)       | 843          | 1,88         |             |             |  |
|                  | André Delaporte            | FN             | 700          | 1,56         |             |             |  |
|                  | Marc-Elie Pau              | MRG            | 667          | 1,49         |             |             |  |
|                  | Christian Molinier         | LO             | 487          | 1,09         |             |             |  |
|                  | Francis Menzio             | FRP            | 375          | 0,84         |             |             |  |
|                  | Maurice Durand             | CNIP           | 247          | 0,55         |             |             |  |
|                  | Michel Calvès              | LCR            | 238          | 0,53         |             |             |  |
|                  | Jean-Suzanne Lepinay       | Divers         | 135          | 0,3          |             |             |  |
|                  | Guy Praxelle               | UOPDP          | 103          | 0,23         |             |             |  |
|                  |                            |                |              |              |             |             |  |
| Inscrits         | Inscrits                   | Inscrits       | 55 851       | 100,00       | 55 839      | 100,00      |  |
| Abstentions      | Abstentions                | Abstentions    | 10 095       | 18,07        | 9 938       | 17,8        |  |
| Votants          | Votants                    | Votants        | 45 756       | 81,93        | 45 901      | 82,2        |  |
| Blancs et nuls   | Blancs et nuls             | Blancs et nuls | 932          | 2,04         | 1 471       | 3,2         |  |
| Exprimés         | Exprimés                   | Exprimés       | 44 824       | 97,96        | 44 430      | 96,8        |  |
| Source : CEVIPOF |                            |                |              |              |             |             |  |

#### Cinquième circonscription (Courbevoie)
| Candidat         | Candidat                     | Parti          | Premier tour | Premier tour | Second tour | Second tour |  |
| Candidat         | Candidat                     | Parti          | Voix         | %            | Voix        | %           |  |
| ---------------- | ---------------------------- | -------------- | ------------ | ------------ | ----------- | ----------- |  |
|                  | Charles Deprez sortant réélu | UDF (PR)       | 16 112       | 38,46        | 23 817      | 57,11       |  |
|                  | Lucette Sirkis               | PS             | 8 146        | 19,45        | 17 885      | 42,89       |  |
|                  | Roger Guérin                 | PCF            | 7 395        | 17,65        | Retrait     | Retrait     |  |
|                  | César Chierici               | RPR            | 4 994        | 11,92        |             |             |  |
|                  | Jean-Pierre Bayard           | Écologie 78    | 2 506        | 5,98         |             |             |  |
|                  | Henri David                  | FN             | 864          | 2,06         |             |             |  |
|                  | Patrick Hillion              | Divers droite  | 773          | 1,85         |             |             |  |
|                  | Gérard Frétellière           | PSU (FA)       | 650          | 1,55         |             |             |  |
|                  | Renée Brunel                 | LO             | 450          | 1,07         |             |             |  |
|                  |                              |                |              |              |             |             |  |
| Inscrits         | Inscrits                     | Inscrits       | 51 698       | 100,00       | 51 697      | 100,00      |  |
| Abstentions      | Abstentions                  | Abstentions    | 8 859        | 17,14        | 9 010       | 17,43       |  |
| Votants          | Votants                      | Votants        | 42 839       | 82,86        | 42 687      | 82,57       |  |
| Blancs et nuls   | Blancs et nuls               | Blancs et nuls | 949          | 2,22         | 985         | 2,31        |  |
| Exprimés         | Exprimés                     | Exprimés       | 41 890       | 97,78        | 41 702      | 97,69       |  |
| Source : CEVIPOF |                              |                |              |              |             |             |  |

#### Sixième circonscription (Neuilly-sur-Seine)
| Candidat         | Candidat                            | Parti                | Premier tour | Premier tour | Second tour | Second tour |  |
| Candidat         | Candidat                            | Parti                | Voix         | %            | Voix        | %           |  |
| ---------------- | ----------------------------------- | -------------------- | ------------ | ------------ | ----------- | ----------- |  |
|                  | Florence d'Harcourt sortante réélue | diss. RPR            | 20 819       | 42,70        | 32 181      | 100,00      |  |
|                  | Robert Hersant                      | UDF (RPR, CNIP)      | 9 970        | 20,45        | Retrait     | Retrait     |  |
|                  | Gérard Brisset                      | PS                   | 6 424        | 13,17        |             |             |  |
|                  | Annie Mandois                       | PCF                  | 4 958        | 10,17        |             |             |  |
|                  | Gérard Orthlieb (d)                 | Écologie 78          | 2 183        | 4,48         |             |             |  |
|                  | Jacques Mannez                      | Divers droite        | 1 104        | 2,26         |             |             |  |
|                  | Beno Perlmutter                     | FRP                  | 817          | 1,68         |             |             |  |
|                  | Berthe Zbrizer-Burtin               | Divers droite        | 543          | 1,11         |             |             |  |
|                  | Gilles Néret-Minet (d)              | FN                   | 455          | 0,93         |             |             |  |
|                  | Gérard Weill                        | Divers droite        | 396          | 0,81         |             |             |  |
|                  | Annie Genvillot                     | LO                   | 349          | 0,72         |             |             |  |
|                  | Joseph-Bruno de La Salle            | Extrême droite (PFN) | 341          | 0,70         |             |             |  |
|                  | Rémy Galland                        | LCR                  | 201          | 0,41         |             |             |  |
|                  | Jean-Didier Scrive                  | Extrême droite       | 134          | 0,27         |             |             |  |
|                  | Jean-Louis Tissier                  | Divers               | 67           | 0,14         |             |             |  |
|                  |                                     |                      |              |              |             |             |  |
| Inscrits         | Inscrits                            | Inscrits             | 63 823       | 100,00       | 63 823      | 100,00      |  |
| Abstentions      | Abstentions                         | Abstentions          | 11 952       | 18,73        | 15 364      | 24,07       |  |
| Votants          | Votants                             | Votants              | 51 871       | 81,27        | 48 459      | 75,93       |  |
| Blancs et nuls   | Blancs et nuls                      | Blancs et nuls       | 753          | 1,45         | 1 282       | 2,65        |  |
| Exprimés         | Exprimés                            | Exprimés             | 51 118       | 98,55        | 47 177      | 97,35       |  |
| Source : CEVIPOF |                                     |                      |              |              |             |             |  |

#### Septième circonscription (Nanterre)
| Candidat         | Candidat                | Parti          | Premier tour | Premier tour | Second tour | Second tour |  |
| Candidat         | Candidat                | Parti          | Voix         | %            | Voix        | %           |  |
| ---------------- | ----------------------- | -------------- | ------------ | ------------ | ----------- | ----------- |  |
|                  | Jacqueline Fraysse élue | PCF            | 19 353       | 37,47        | 28 850      | 58,28       |  |
|                  | Georges Le Gallo        | PS             | 10 074       | 19,5         | Retrait     | Retrait     |  |
|                  | Jean-Luc Leclercq       | RPR            | 9 180        | 17,77        | 20 654      | 41,72       |  |
|                  | Jacques Allègre         | UDF (PR)       | 8 163        | 15,8         |             |             |  |
|                  | Michel Vampouille       | Écologie 78    | 2 636        | 5,1          |             |             |  |
|                  | Gilles Requilé          | PSU (FA)       | 824          | 1,6          |             |             |  |
|                  | Jean-Claude Guillaumin  | FRP            | 542          | 1,05         |             |             |  |
|                  | Idilio Valdenebro       | LO             | 476          | 0,92         |             |             |  |
|                  | Jacqueline Maurin       | LCR            | 278          | 0,54         |             |             |  |
|                  | Bernard Frévaque        | UOPDP          | 129          | 0,25         |             |             |  |
|                  | R. Deguy                | Divers         | 0            | 0            |             |             |  |
|                  |                         |                |              |              |             |             |  |
| Inscrits         | Inscrits                | Inscrits       | 65 456       | 100,00       | 65 456      | 100,00      |  |
| Abstentions      | Abstentions             | Abstentions    | 12 911       | 19,72        | 14 005      | 21,4        |  |
| Votants          | Votants                 | Votants        | 52 545       | 80,28        | 51 451      | 78,6        |  |
| Blancs et nuls   | Blancs et nuls          | Blancs et nuls | 890          | 1,69         | 1 947       | 3,78        |  |
| Exprimés         | Exprimés                | Exprimés       | 51 655       | 98,31        | 49 504      | 96,22       |  |
| Source : CEVIPOF |                         |                |              |              |             |             |  |

#### Huitième circonscription (Rueil-Malmaison)
| Candidat         | Candidat                     | Parti          | Premier tour | Premier tour | Second tour | Second tour |  |
| Candidat         | Candidat                     | Parti          | Voix         | %            | Voix        | %           |  |
| ---------------- | ---------------------------- | -------------- | ------------ | ------------ | ----------- | ----------- |  |
|                  | Jacques Baumel sortant réélu | RPR            | 23 429       | 41,03        | 33 934      | 59,69       |  |
|                  | Jacques Fournier             | PS             | 10 823       | 18,95        | 22 919      | 40,31       |  |
|                  | Michel Duffour               | PCF            | 8 648        | 15,14        |             |             |  |
|                  | Michel Durey                 | UDF            | 7 669        | 13,43        |             |             |  |
|                  | Denis Plain                  | Écologie 78    | 3 479        | 6,09         |             |             |  |
|                  | Nicole Maréchal              | FN             | 767          | 1,34         |             |             |  |
|                  | Félix Mouton                 | MRG            | 705          | 1,23         |             |             |  |
|                  | Didier Mathieu               | PSU (FA)       | 702          | 1,23         |             |             |  |
|                  | Roland Hautin                | LO             | 411          | 0,72         |             |             |  |
|                  | Alain Golea                  | LCR            | 296          | 0,52         |             |             |  |
|                  | Bruno Staub                  | FRP            | 180          | 0,32         |             |             |  |
|                  |                              |                |              |              |             |             |  |
| Inscrits         | Inscrits                     | Inscrits       | 70 249       | 100,00       | 70 250      | 100,00      |  |
| Abstentions      | Abstentions                  | Abstentions    | 12 629       | 17,98        | 12 056      | 17,16       |  |
| Votants          | Votants                      | Votants        | 57 620       | 82,02        | 58 194      | 82,84       |  |
| Blancs et nuls   | Blancs et nuls               | Blancs et nuls | 511          | 0,89         | 1 341       | 2,3         |  |
| Exprimés         | Exprimés                     | Exprimés       | 57 109       | 99,11        | 56 853      | 97,7        |  |
| Source : CEVIPOF |                              |                |              |              |             |             |  |

#### Neuvième circonscription (Meudon)
| Candidat         | Candidat                   | Parti             | Premier tour | Premier tour | Second tour | Second tour |  |
| Candidat         | Candidat                   | Parti             | Voix         | %            | Voix        | %           |  |
| ---------------- | -------------------------- | ----------------- | ------------ | ------------ | ----------- | ----------- |  |
|                  | Claude Labbé sortant réélu | RPR               | 27 389       | 46,58        | 33 403      | 56,33       |  |
|                  | Henri Neuville             | PS                | 12 870       | 21,89        | 25 894      | 43,67       |  |
|                  | Roger Fajnzylberg          | PCF               | 8 739        | 14,86        |             |             |  |
|                  | Marguerite Carbonell       | Écologie 78       | 2 689        | 4,57         |             |             |  |
|                  | Marcel Trioulaire          | Divers écologiste | 1 678        | 2,85         |             |             |  |
|                  | Édouard Valensi            | MDD               | 1 213        | 2,06         |             |             |  |
|                  | Monique Minaca             | Divers            | 996          | 1,69         |             |             |  |
|                  | Francois Vacherot-Ricard   | PSD               | 993          | 1,69         |             |             |  |
|                  | Richard Linder             | PSU (FA)          | 775          | 1,32         |             |             |  |
|                  | Georges-Alain Gateau       | FN                | 642          | 1,09         |             |             |  |
|                  | Pierre Varenne             | LO                | 582          | 0,99         |             |             |  |
|                  | Philippe Lethel            | FRP               | 235          | 0,4          |             |             |  |
|                  |                            |                   |              |              |             |             |  |
| Inscrits         | Inscrits                   | Inscrits          | 73 879       | 100,00       | 73 805      | 100,00      |  |
| Abstentions      | Abstentions                | Abstentions       | 14 375       | 19,46        | 13 054      | 17,69       |  |
| Votants          | Votants                    | Votants           | 59 504       | 80,54        | 60 751      | 82,31       |  |
| Blancs et nuls   | Blancs et nuls             | Blancs et nuls    | 703          | 1,18         | 1 454       | 2,39        |  |
| Exprimés         | Exprimés                   | Exprimés          | 58 801       | 98,82        | 59 297      | 97,61       |  |
| Source : CEVIPOF |                            |                   |              |              |             |             |  |

#### Dixième circonscription (Boulogne-Billancourt)
| Candidat       | Candidat                    | Parti          | Premier tour | Premier tour | Second tour | Second tour |  |
| Candidat       | Candidat                    | Parti          | Voix         | %            | Voix        | %           |  |
| -------------- | --------------------------- | -------------- | ------------ | ------------ | ----------- | ----------- |  |
|                | Georges Gorse sortant réélu | RPR            | 22 545       | 45,06        | 31 019      | 62,98       |  |
|                | Bernard Pibouin             | PS             | 9 084        | 18,16        | 18 232      | 37,02       |  |
|                | Aimé Halbeher               | PCF            | 7 431        | 14,85        |             |             |  |
|                | Hugues Sirven-Viénot        | UDF (PR)       | 6 566        | 13,12        |             |             |  |
|                | Thierry Le Dorze            | Écologie 78    | 2 564        | 5,13         |             |             |  |
|                | Isabelle Chomel de Varagnes | PFN            | 627          | 1,25         |             |             |  |
|                | Jean-Claude Chaillou        | PSU (FA)       | 464          | 0,93         |             |             |  |
|                | Michel de Pierrepont        | LO             | 435          | 0,87         |             |             |  |
|                | Didier Coulais              | FN             | 313          | 0,63         |             |             |  |
|                |                             |                |              |              |             |             |  |
| Inscrits       | Inscrits                    | Inscrits       | 64 453       | 100,00       | 64 454      | 100,00      |  |
| Abstentions    | Abstentions                 | Abstentions    | 13 908       | 21,58        | 14 283      | 22,16       |  |
| Votants        | Votants                     | Votants        | 50 545       | 78,42        | 50 171      | 77,84       |  |
| Blancs et nuls | Blancs et nuls              | Blancs et nuls | 516          | 1,02         | 920         | 1,83        |  |
| Exprimés       | Exprimés                    | Exprimés       | 50 029       | 98,98        | 49 251      | 98,17       |  |

#### Onzième circonscription (Issy-les-Moulineaux)
| Candidat       | Candidat                   | Parti          | Premier tour | Premier tour | Second tour | Second tour |  |
| Candidat       | Candidat                   | Parti          | Voix         | %            | Voix        | %           |  |
| -------------- | -------------------------- | -------------- | ------------ | ------------ | ----------- | ----------- |  |
|                | Guy Ducoloné sortant réélu | PCF            | 17 525       | 33,47        | 27 247      | 52,36       |  |
|                | André Santini              | UDF (MDSF)     | 14 598       | 27,88        | 24 790      | 47,64       |  |
|                | Jacques Thibault           | PS             | 8 593        | 16,41        | Retrait     | Retrait     |  |
|                | Dominique Baschet          | UDF (Rad)      | 5 409        | 10,33        |             |             |  |
|                | Christine Roux             | Écologie 78    | 2 015        | 3,85         |             |             |  |
|                | Evelyne Pichenot           | PSU (FA)       | 1 026        | 1,96         |             |             |  |
|                | Bernard Trigaud            | MDD            | 883          | 1,69         |             |             |  |
|                | Roger Follet               | Divers         | 672          | 1,28         |             |             |  |
|                | Jean-Marie Richier         | MRG            | 537          | 1,03         |             |             |  |
|                | Michèle Villanueva         | LO             | 488          | 0,93         |             |             |  |
|                | Michel Senaud              | FN             | 285          | 0,54         |             |             |  |
|                | Yann Cochon                | LCR            | 241          | 0,46         |             |             |  |
|                | Nicole Balland             | UOPDP          | 90           | 0,17         |             |             |  |
|                |                            |                |              |              |             |             |  |
| Inscrits       | Inscrits                   | Inscrits       | 66 048       | 100,00       | 66 038      | 100,00      |  |
| Abstentions    | Abstentions                | Abstentions    | 13 003       | 19,69        | 12 072      | 18,28       |  |
| Votants        | Votants                    | Votants        | 53 045       | 80,31        | 53 966      | 81,72       |  |
| Blancs et nuls | Blancs et nuls             | Blancs et nuls | 683          | 1,29         | 1 929       | 3,57        |  |
| Exprimés       | Exprimés                   | Exprimés       | 52 362       | 98,71        | 52 037      | 96,43       |  |

#### Douzième circonscription (Clamart)
| Candidat         | Candidat             | Parti                     | Premier tour | Premier tour | Second tour | Second tour |  |
| Candidat         | Candidat             | Parti                     | Voix         | %            | Voix        | %           |  |
| ---------------- | -------------------- | ------------------------- | ------------ | ------------ | ----------- | ----------- |  |
|                  | Robert Gelly         | PCF                       | 21 298       | 23,32        | 43 994      | 48,08       |  |
|                  | Jean Fonteneau élu   | UDF (CDS)                 | 19 685       | 21,56        | 47 511      | 51,92       |  |
|                  | Georges Le Baill     | PS                        | 19 123       | 20,94        | Retrait     | Retrait     |  |
|                  | Jacques Trorial      | RPR                       | 16 019       | 17,54        | Retrait     | Retrait     |  |
|                  | Louis Pouey-Mounou   | Écologie 78               | 6 338        | 6,94         |             |             |  |
|                  | Jean-Marie Demaldent | PSU (FA)                  | 1 919        | 2,1          |             |             |  |
|                  | Jean-Pierre Boué     | CNIP                      | 1 685        | 1,85         |             |             |  |
|                  | François Parion      | Divers droite (Gaulliste) | 1 568        | 1,72         |             |             |  |
|                  | Raymond Gabet        | LO                        | 1 086        | 1,19         |             |             |  |
|                  | Alain Grielen        | MDD                       | 1 031        | 1,13         |             |             |  |
|                  | Dominique Pannier    | FN                        | 818          | 0,9          |             |             |  |
|                  | Bernard Legrosdidier | Divers droite (DC)        | 669          | 0,73         |             |             |  |
|                  | Gilbert Belhomme     | Divers                    | 78           | 0,09         |             |             |  |
|                  |                      |                           |              |              |             |             |  |
| Inscrits         | Inscrits             | Inscrits                  | 114 614      | 100,00       | 114 605     | 100,00      |  |
| Abstentions      | Abstentions          | Abstentions               | 22 045       | 19,23        | 19 770      | 17,25       |  |
| Votants          | Votants              | Votants                   | 92 569       | 80,77        | 94 835      | 82,75       |  |
| Blancs et nuls   | Blancs et nuls       | Blancs et nuls            | 1 252        | 1,35         | 3 330       | 3,51        |  |
| Exprimés         | Exprimés             | Exprimés                  | 91 317       | 98,65        | 91 505      | 96,49       |  |
| Source : CEVIPOF |                      |                           |              |              |             |             |  |

#### Treizième circonscription (Antony)
| Candidat       | Candidat                   | Parti          | Premier tour | Premier tour | Second tour | Second tour |  |
| Candidat       | Candidat                   | Parti          | Voix         | %            | Voix        | %           |  |
| -------------- | -------------------------- | -------------- | ------------ | ------------ | ----------- | ----------- |  |
|                | Henri Ravera               | PCF            | 20 903       | 26,33        | 39 122      | 49,12       |  |
|                | Henri Ginoux sortant réélu | UDF            | 18 155       | 22,87        | 40 251      | 50,88       |  |
|                | Patrick Devedjian          | RPR            | 15 585       | 19,63        | Retrait     | Retrait     |  |
|                | Jean-Marie Lebaron         | PS             | 13 741       | 17,31        |             |             |  |
|                | Stéphane Mathon            | Écologie 78    | 4 718        | 5,94         |             |             |  |
|                | Gabriel Granier            | PSU (FA)       | 1 666        | 2,1          |             |             |  |
|                | André Bertrand             | MRG            | 1 216        | 1,53         |             |             |  |
|                | Michèle Zimmer-Hélias      | Divers         | 1 120        | 1,41         |             |             |  |
|                | Noël Muxonat               | LO             | 765          | 0,96         |             |             |  |
|                | Jean Lafferrière           | LCR            | 519          | 0,65         |             |             |  |
|                | Gérard Moraly              | Rad            | 511          | 0,64         |             |             |  |
|                | Olivier Escande            | UGP            | 370          | 0,47         |             |             |  |
|                | Édouard Quintin            | Divers         | 109          | 0,14         |             |             |  |
|                |                            |                |              |              |             |             |  |
| Inscrits       | Inscrits                   | Inscrits       | 100 766      | 100,00       | 100 763     | 100,00      |  |
| Abstentions    | Abstentions                | Abstentions    | 20 345       | 20,19        | 18 277      | 18,14       |  |
| Votants        | Votants                    | Votants        | 80 421       | 79,81        | 82 486      | 81,86       |  |
| Blancs et nuls | Blancs et nuls             | Blancs et nuls | 1 043        | 1,3          | 2 843       | 3,45        |  |
| Exprimés       | Exprimés                   | Exprimés       | 79 378       | 98,7         | 79 643      | 96,55       |  |